# 莉麗恩·賈希亞
莉麗恩·賈希亞（英語：Lilian Garcia，本名莉麗恩·安娜媞·賈希亞（1966年8月19日—），是西班牙裔美國人綜合格鬥司儀、歌手和職業摔角擂台司儀，她目前受聘於世界摔角娛樂，擔任特別賽事的擂台司儀。她同時也為职业格斗联盟擔任司儀工作。
在莉麗恩·賈希亞的事業中，莉麗恩是世界摔角娛樂SmackDown的擂台司儀，也主持過多次重要的付費賽事。
莉麗恩·賈希亞於2016年8月1號證實，她已正式離開WWE。其主要原因是因為父親生病，莉麗恩希望不要在繼續長途跋涉的生活，希望長時間陪伴家人。而莉麗恩依然會在與其家鄰近的地方尋找工作機會而不想與家人離開太遠。
2016年12月26日賈希亞表示，其父已於12月25日聖誕節中辭世。